# لوکاس بویه
لوکاس بویه (انگلیسی: Lucas Boyé؛ زادهٔ ۲۸ فوریهٔ ۱۹۹۶) بازیکن فوتبال اهل آرژانتین است.
از باشگاه‌هایی که در آن بازی کرده‌است می‌توان به باشگاه فوتبال سلتاویگو، باشگاه فوتبال ریور پلاته، باشگاه فوتبال نیولز اولد بویز، باشگاه فوتبال تورینو و باشگاه فوتبال تشک سازی اشاره کرد.
وی همچنین در تیم ملی فوتبال آرژانتین بازی کرده‌است.